# 대한민국 철도청 2100호대 디젤 기관차
2100호대 디젤 기관차는 한국철도공사의 소형 디젤 기관차이다. 원 제작사는 EMD이며, EMD 측의 기종명은 SW1001이다. 현재는 보존되고 있는 3량을 제외하고 대부분 폐차되었다.

## 역사
2100호대의 원 모델은 미국 EMD사에서 제작한 입환용의 디젤 전기 기관차 SW1 계열의 파생형 차량으로, 1,000마력형 입환기 SW1000 모델이다. 원 제작사에서는 1969년부터 1971년까지 생산되었다. 동 차량의 도입 계기는 철도의 디젤화와 증기 기관차의 퇴역을 추진하는 과정에서 입환용 기관차의 공백을 메꾸기 위한 것으로 추정된다.
최초의 도입은 1969년에 미국 수출입은행 차관(EXIM)을 통해 20량을 도입한 것이었으며, 이후 1971년에 양회협회가 8량을 자체 재원으로 도입 철도청에 기증하여 총 28대가 도입되었다.
이후 본선용의 중형 및 대형 디젤 기관차들이 증가하면서 소운전 및 구내 입환 용도 위주로 활용되었다. 이후 차츰 폐차되어, 2006년 부로 전 차량이 퇴역하였다. 현재 3량이 동태 보존되어 있다.

## 구조 및 특징
2100호대 디젤 기관차는 디젤-전기식의 동력구조를 갖추고 있으며, 외형과 특징은 전반적으로 2000호대 디젤 기관차와 흡사하다. 실린더 내경은 230mm이며 행정은 254mm이고 보조전원장치로는 A-7159를 사용한다. 본선운행 또는 입환 사업을 능률적으로 수행하기 위하여 사업에 따라 선택하는 사업선택 스위치(Service Selector Switch)가 있으며, 견인 전동기 고장시 한 대차를 차단하는 차단 스위치가 있고 전류제한 계전기가 있어 과도한 발전전류를 제한하여 입환사업 중에 있을 수 있는 과부하를 방지하는 장치가 설치되어있다. 또 운전정비 중량이 87ton으로 SW8형과 크게 비교되며, 견인출력이 더욱 높으며 축당중량은 22ton으로 SW8모델보다 1.5ton이 적고, 기관 최고회전속도는 835rpm으로 35rpm 더 높게 설계되어 있다. 제동장치는 26NL이지만 제동배율이나 제동통수 개수는 SW8과 동일하다. 공기압축기 방식은 WBO으로 수냉식 3 실린더 압축기를 사용하여 SW8보다 분당 2,000리터나 압축용량이 높아졌다.(총 7,000리터)
구조와 특징에 관하여 2000호대 디젤 기관차와의 외관상 주된 차이점을 정리하면 다음과 같다.
- 중량이 조절되어, 축중이 한국철도 건설기준에 부합하는 22톤임.
- 엔진실 측면 통풍구의 배치와 개수.
- 운전실에 부착된 전조등의 배치가 가로로 되어 있어, 원판 위에 세로로 설치되어 있는 2000호대와 구분된다.
- 운전실 하단의 연료통 외형.

2100호대 디젤 기관차의 도색은 최초 도입시(1969년) 적용된 흑색 바탕에 주황색 횡선이 그려진 도색(이른바 "호랑이 도색", 단 2100호대의 도색은 2000호대와 다른 방식), 그리고 1990년대 이후 도입된 구 철도청 CI도색(녹색+백색)이 존재한다.

## 운행 구간
당시 이 차량은 대개 전 노선에 걸쳐 투입된 것으로 생각되나, 명확한 자료나 증언이 없어 어느 노선 또는 어느 선구에 투입되었는지는 불명확하다. 본선 운행은 전적으로 소운전 시에만 이루어진 것으로 생각되며, 동해역·청량리역 등에서 입환 및 소운전 용도로 퇴역시까지 사용되었다.
현재 섬진강 기차마을에서 동태 보존중인 차량이 객차 견인, 시설 내 입환 용도로 부정기적으로 운행된다.

## 현황
총 28대가 도입되었으며, 보존 중인 3량을 제외하고 모두 고철 매각되거나 미국으로 수출 매각되었다. 2122호는 전라남도 곡성군 섬진강기차마을에서 입환용으로 운행하기도 하거나 보존 중이다.
| 차호   | 시리얼 | 도입 시기  | 운행 중단 시기 | 비고 |
| ------ | ------ | ---------- | -------------- | --- |
| 2101호 | 34440  | 1969년 5월 | 2005년         | 경기도 과천시 국립과천과학관 옥외 전시장에서 반절개되어 보존 중이며, 새마을호 객차가 연결되어 있다.새마을호 객차의 번호는 304호다. 그리고 2101호는 새마을호 도색을 하고 있다. 하지만 2101호는 도색이 하양바탕에 갈색줄무늬를 칠한 도색으로 변경되었고 새마을호 객차 304호는 무도색이 되어 버렸다. |
| 2102호 | 34441  | 1969년 5월 | 2005년         | 미국으로 수출되었으나 현차 매각되었다. |
| 2103호 | 34442  | 1969년 5월 | 2005년         | 미국으로 수출되었으나 미국 일리 노이주 마운트 버논 NRE 기지에서 방치 중이였으나 고철 매각되었다. |
| 2104호 | 34443  | 1969년 5월 | 2005년         | 미국으로 수출되었으나 미국 일리 노이주 마운트 버논 NRE 기지에서 방치 중이였으나 고철 매각되었다. |
| 2105호 | 34444  | 1969년 5월 | 2005년         | 미국으로 매각되었다. |
| 2106호 | 34445  | 1969년 5월 | 2005년         | 2007년 고철 매각되었다. |
| 2107호 | 34446  | 1969년 5월 | 2005년         | 미국으로 수출되었으나 미국 일리 노이주 마운트 버논 NRE 기지에서 방치 중이였으나 고철 매각되었다. |
| 2108호 | 34447  | 1969년 5월 | 2005년         | 미국으로 매각되었다. |
| 2109호 | 34448  | 1969년 5월 | 2005년         | 미국으로 수출되었으나 미국 일리 노이주 마운트 버논 NRE 기지에서 방치 중이였으나 8504호로 개번되었고 현차 매각되었다. |
| 2110호 | 34449  | 1969년 5월 | 2005년         | 미국으로 수출되었으나 미국 일리 노이주 마운트 버논 NRE 기지에서 방치 중이였으나 고철 매각되었다. |
| 2111호 | 34450  | 1969년 5월 | 2005년         | 미국으로 수출되었으나 미국 일리 노이주 마운트 버논 NRE 기지에서 입환 용도로도 운행 중이거나 방치 되었다. 최근 2021년~2022년에 운행하는 모습이 확인되었지만 현재는 정확히 알수 없다. 2111호 디젤기관차가 노후화되서 NREX 700 1GS7B 디젤기관차로 교체되었다.                                        |
| 2112호 | 34451  | 1969년 5월 | 2005년         | 2006년 고철 매각되었다. |
| 2113호 | 34452  | 1969년 5월 | 2005년         | 2006년 고철 매각되었다. |
| 2114호 | 34453  | 1969년 5월 | 2005년         | 미국으로 수출되었으나 미국 일리 노이주 마운트 버논 NRE 기지에서 방치 중이였으나 8604호로 개번되었고 현차 매각되었다. |
| 2115호 | 34454  | 1969년 5월 | 2005년         | 미국으로 수출되었으나 미국 일리 노이주 마운트 버논 NRE 기지에서 방치 중이였으나 고철 매각되었다. |
| 2116호 | 34455  | 1969년 5월 | 2005년         | 경상북도 안동시 가톨릭상지대학교에서 퇴역 당시의 철도청 구 도색으로 보존 중이다. 구도색이 흔하지 않지만 이 차량은 구도색으로 되어 있어 가치가 크다. |
| 2117호 | 34456  | 1969년 5월 | 2005년         | 미국으로 수출되었으나 미국 일리 노이주 마운트 버논 NRE 기지에서 방치 중이였으나 고철 매각되었다. |
| 2118호 | 34457  | 1969년 5월 | 2005년         | 미국으로 수출되었으나 미국 일리 노이주 마운트 버논 NRE 기지에서 방치 중이였으나 8704호로 개번되었고 현차 매각되었다. |
| 2119호 | 34458  | 1969년 5월 | 2005년         | 2007년 고철 매각되었다. |
| 2120호 | 34459  | 1969년 5월 | 2005년         | 미국으로 수출되었으나 미국 일리 노이주 마운트 버논 NRE 기지에서 방치 중이였으나 고철 매각되었다. |
| 2121호 | 37050  | 1971년 2월 | 2005년         | 양회협회 기증 차량. 미국으로 수출되었으나 미국 일리 노이주 마운트 버논 NRE 기지에서 방치 중이였으나 고철 매각되었다. |
| 2122호 | 37051  | 1971년 2월 | 2005년         | 양회협회 기증 차량. 전라남도 곡성군 섬진강 기차마을에서 주황색-검은색 호랑이 도색으로 보존 중이며, 간간히 입환 용도로도 운행 중이거나 동태보존 중이다. 호랑이 도색 2100호대는 2122호가 유일하다. 도색이 벋겨진 부분을 보면 새로 칠한 것 같다.                                                     |
| 2123호 | 37052  | 1971년 2월 | 2005년         | 양회협회 기증 차량. 미국으로 매각되었다. |
| 2124호 | 37053  | 1971년 2월 | 2005년         | 양회협회 기증 차량. 2006년 고철 매각되었다. |
| 2125호 | 37054  | 1971년 2월 | 2005년         | 양회협회 기증 차량. 미국으로 수출되었으나 미국 일리 노이주 마운트 버논 NRE 기지에서 방치 중이였으나 고철 매각되었다. |
| 2126호 | 37055  | 1971년 2월 | 2005년         | 양회협회 기증 차량. 미국으로 수출되었으나 미국 일리 노이주 마운트 버논 NRE 기지에서 방치 중이였으나 고철 매각되었다. |
| 2127호 | 37056  | 1971년 2월 | 2005년         | 양회협회 기증 차량. 미국으로 수출되었으나 미국 일리 노이주 마운트 버논 NRE 기지에서 방치 중이였으나 고철 매각되었다. |
| 2128호 | 37057  | 1971년 2월 | 2005년         | 양회협회 기증 차량. 미국으로 수출되었으나 미국 일리 노이주 마운트 버논 NRE 기지에서 방치 중이였으나 고철 매각되었다. |

## 사진

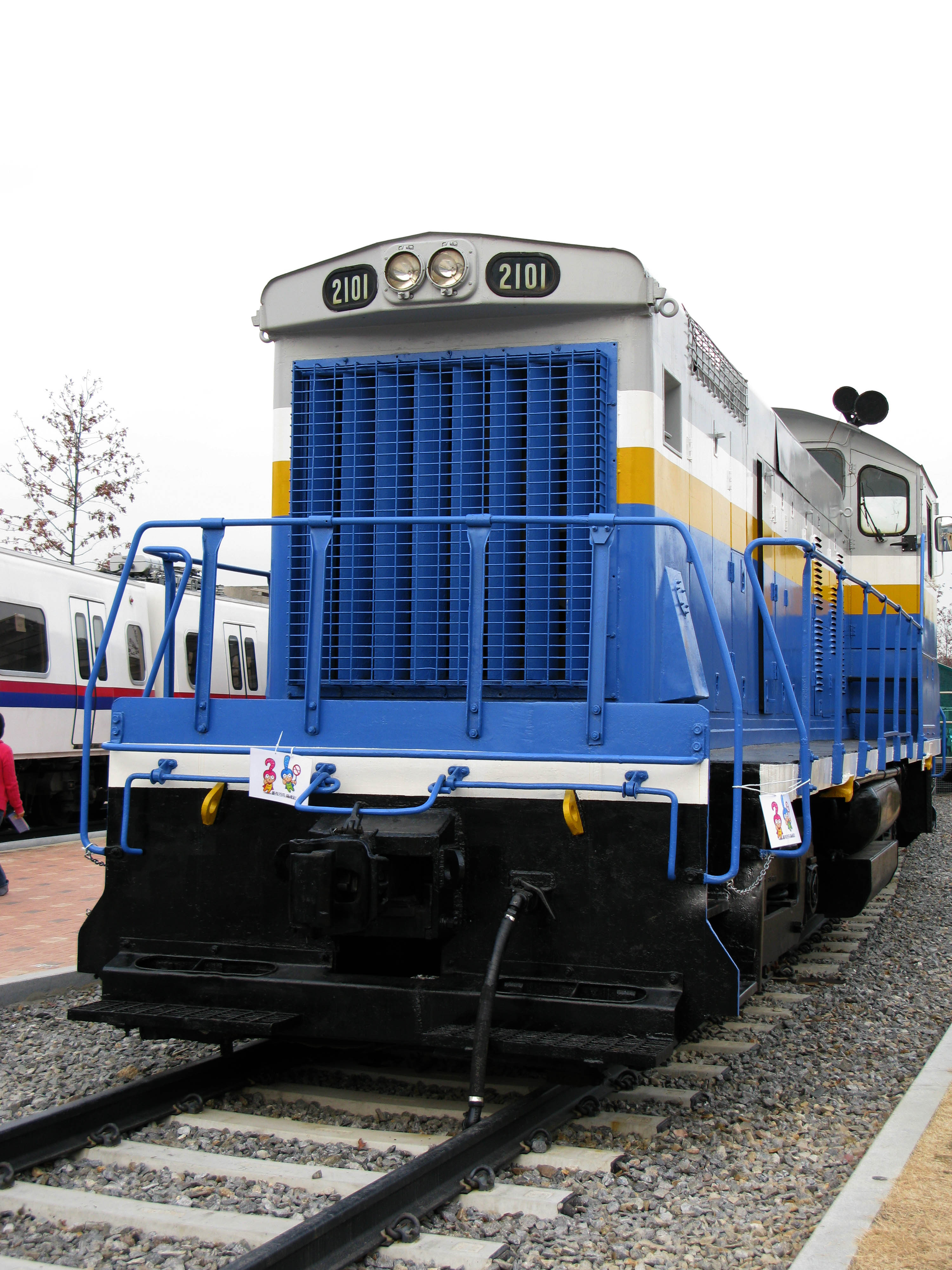
국립과천과학관의 2101호
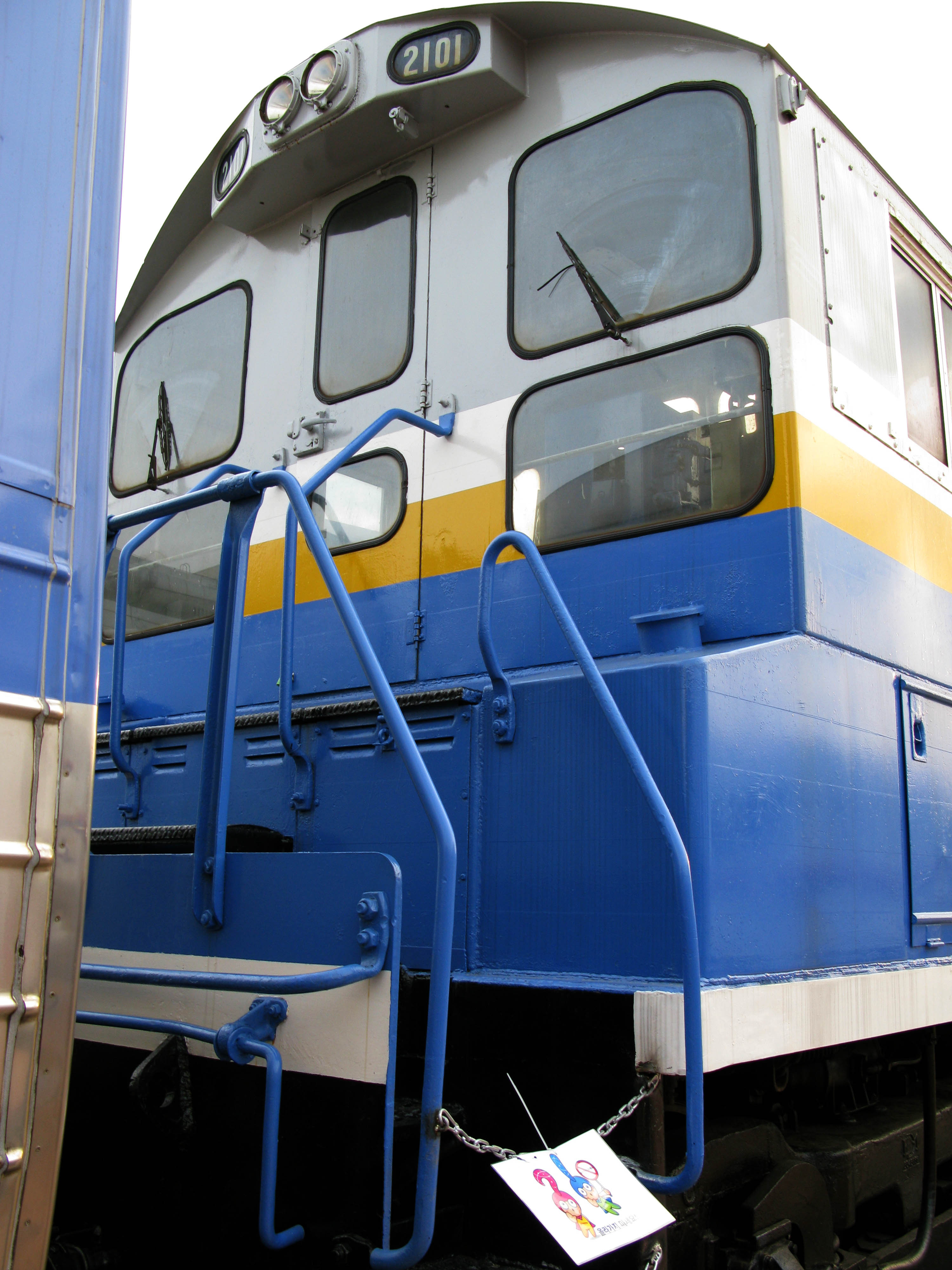
2101호의 정면
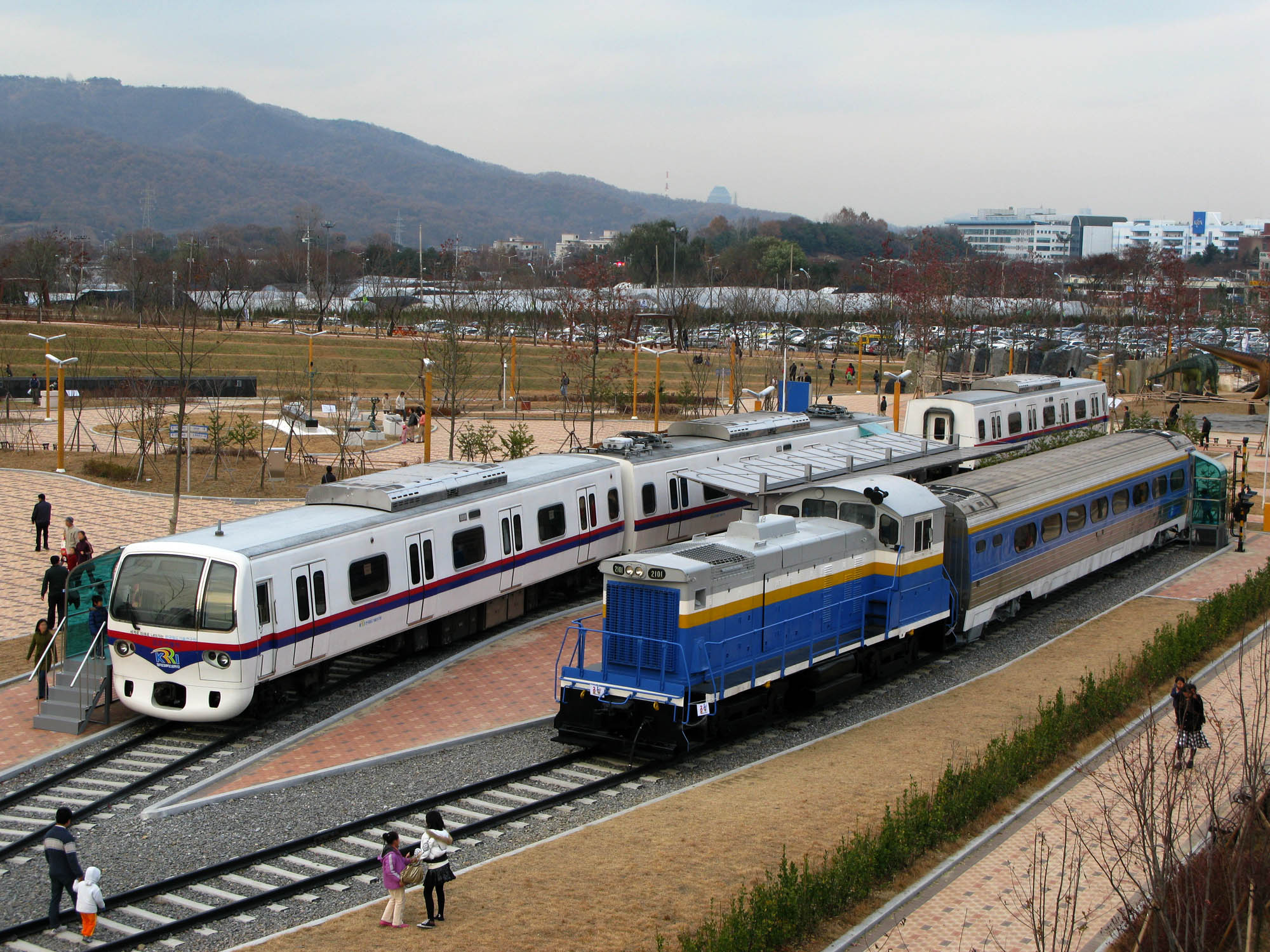
한국형 표준전동차와 2101호, 304호
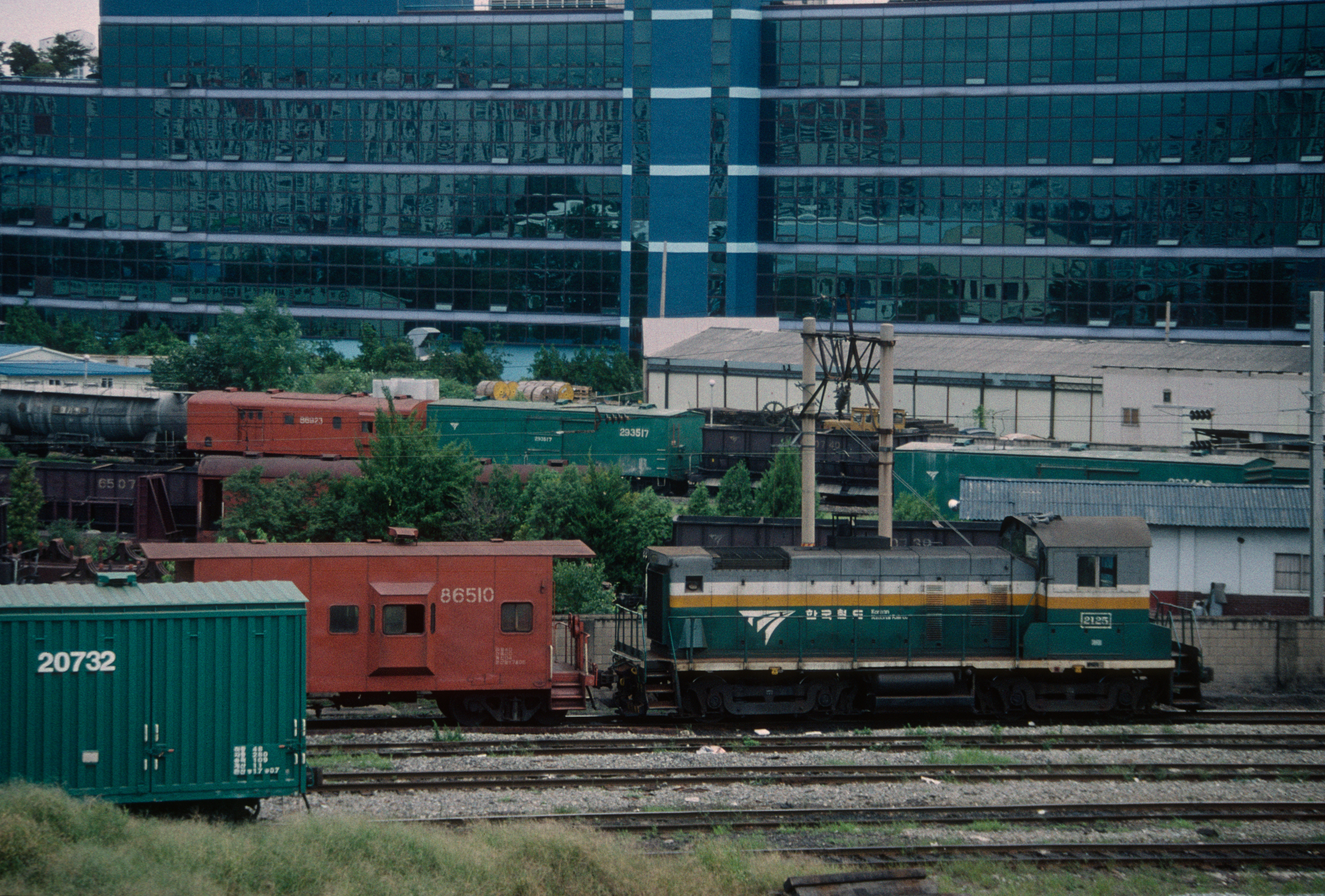
2125호 기관차

## 등장 작품
EBS 와 춘천시가 제작한 '띠띠뽀 띠띠뽀'는 이 차량을 모델로 한 '세터'라는 캐릭터가 등장하고 있다.